# المعهد الملكي للشرطة (المغرب)
المعهد الملكي للشرطة هو معهد يقع في مدينة القنيطرة، وهو تابع للمديرية العامة للأمن الوطني، ويهدف إلى تكوين موظفي الأمن الوطني.
خلال سنة 2020، استفاد من حلقات التكوين الأساسي بالمعهد الملكي للشرطة ومختلف مدارس التكوين، 7822 متمرنا من مختلف الرتب والدرجات الشرطية.

## شروط الترشيح
تخضع ملفات الترشيح لمختلف المباريات المفتوحة لولوج مختلف أسلاك موظفي الأمن الوطني لعملية انتقاء أولي ولا يستدعى لاجتيازها إلا المترشحون الذين تم قبول ملفاتهم من طرف لجنة الانتقاء.
تحدد معايير عملية الانتقاء وكيفيات إجرائها بقرار للمدير العام للأمن الوطني.
يجب أن تتوفر في المترشحين للتوظيف في أسلاك حراس الأمن وضباط الأمن ومفتشي الشرطة وضباط الشرطة وعمداء الشرطة، باستثناء المنتمين منهم لأسلاك موظفي الأمن الوطني، إضافة إلى الشروط العامة المنصوص عليها في الفصل 21 من الظهير الشريف رقم 008-58-1 الصادر في 4 شعبان 1377 (24 فبراير 1958) في شأن النظام الأساسي العام للوظيفة العمومية، الشروط الخاصة التالية:
1 - أن يبلغوا من العمر 21 سنة على الأقل و30 سنة على الأكثر عند تاريخ إجراء المباراة بالنسبة لحراس الأمن وضباط الأمن ومفتشي الشرطة وضباط الشرطة ، و21 سنة على الأقل و35 سنة على الأكثر عند تاريخ إجراء المباراة بالنسبة لعمداء الشرطة. ويمكن تمديد حد السن المذكورة لمدة تعادل مدة الخدمات المدنية أو العسكرية السابقة الصحيحة أو الممكن تصحيحها لأجل التقاعد من غير أن تتجاوز 40 سنة.
2 - أن يخضعوا لفحص طبي تشرف عليه لجنة طبية مختصة محدثة لدى المديرية العامة للأمن الوطني يثبت قدرتهم البدنية والنفسية على القيام بالمهام التي ستناط بهم. وفي جميع الأحوال، لا يقبل للعمل بصفوف الأمن الوطني كل مترشح:
- يكون مصابا بمرض أو عاهة تضعف قدرته البدنية أو تعرقل عمل عضو من أعضائه أثناء مزاولة نشاط عملي بالليل والنهار، ولاسيما التمدد الوريدي في السيقان، والإصابات المزمنة في الجهاز العصبي والخلل والمرض العقلي الذي استلزم علاجا في إحدى مؤسسات الأمراض العقلية، وكذا جميع الإصابات في الحلق والحنجرة التي قد تعرقل خروج الصوت أو العجز الكلي أو الجزئي عن النطق. وتعتبر التمتمة كذلك مانعا من القبول في هذه المناصب.
- لا يتوفر على قوة سمع تمكنه من سماع الهمس على بعد 0,50 متر، وعلى سماع صوت عال على بعد 5 أمتار. ويعتبر بمثابة عدم القدرة البدنية كل اضطراب في السمع أو كل إصابة في الأذن تؤدي إلى الصمم في أذن واحدة أو في الأذنين معا.
- لا يتوفر على قوة بصرية يبلغ مجموعها 15/10 على الأقل، من غير استعمال نظارات أو عدسات أو أية وسيلة يمكنها رفع القوة البصرية، ويحدد المقدار الأقصى للقوة البصرية في 20/10 بالنسبة للعينين و 10/10 بالنسبة لكل عين.
- لا يتوفر، من غير انتعال أحذية، على 1,73 متر على الأقل من الطول بالنسبة لضباط الأمن وحراس الأمن الذكور، و1,70 متر على الأقل بالنسبة للأسلاك الأخرى، و1,67 متر بالنسبة للإناث في جميع الدرجات. ويجوز للمدير العام للأمن الوطني، في حالات استثنائية، أن يخالف الشروط المتعلقة بالطول والقوة البصرية لفائدة بعض المترشحات والمترشحين المدعوين لمزاولة مهام خاصة.

3 - أن يلتزم كتابة بالبقاء في خدمة مصالح المديرية العامة للأمن الوطني لمدة لا تقل عن ثمان (8) سنوات ابتداء من تاريخ التوظيف. ويلزم كل موظف يخل بهذا الالتزام بأن يرجع لفائدة الخزينة العامة للمملكة مجموع المبالغ والرواتب التي استفاد منها خلال فترات التكوين، إضافة إلى نسبة الثمن (8/1) عن كل سنة أو جزء من سنة من الخدمة غير المنجزة. غير أنه يعفى من رد المبالغ والرواتب المذكورة الموظف الذي تم وضع حد لمهامه من قبل الإدارة بسبب ثبوت عدم قدرته الصحية أو المهنية على الاستمرار في مزاولة مهامه.

## التكوين

### التكوين الأساسي
يعين المترشحون الذين تم توظيفهم، متمرنين في الرتبة الأولى من درجتهم. ويخضعون بهذه الصفة لتكوين أساسي بالمعهد الملكي للشرطة أو بأحد مراكز التكوين التابعة له، ينظم في شكل تكوينات نظرية وتطبيقية. يرسم ويرتب المتمرنون بعد اجتيازهم بنجاح امتحان نهاية التكوين في الرتبة الثانية من درجتهم بالنسبة للفئات المحددة مدة تكوينها في سنة واحدة، وفي الرتبة الثالثة من درجتهم بالنسبة للفئات المحددة مدة تكوينها في سنتين. ويرتب المتمرنون المحددة مدة تكوينهم في سنتين، بعد السنة الأولى من التمرين، في الرتبة الثانية من درجتهم. كما يمكن تمديد مدة التكوين، بالنسبة للمتمرنين الذين لم يبرهنوا خلال تكوينهم على الأهلية اللازمة للقيام بالمهام التي ستناط بهم لمدة أقصاها سنة دون أن تعتبر هذه المدة في احتساب الأقدمية من أجل الترقي في الرتبة وفي الدرجة. وإذا لم يتم ترسيم المتمرنين بعد انصرام مدة التمديد، وجب إما إعفاؤهم وإما إرجاعهم إلى أطرهم الأصلية إذا كانوا ينتمون للإدارة.

### مدة التكوين
تستغرق مدة التكوين الأساسي:
- 6 أشهر بالنسبة لعمداء الشرطة الممتازين ولضباط الشرطة ولضباط الأمن ولمفتشي الشرطة ولحراس الأمن
- سنتان بالنسبة لعمداء الشرطة

## مدارس الشرطة
في إطار مخطط المديرية العامة للأمن الوطني الرامي إلى خلق «لا تمركز» في مراكز التدريب الشرطي، والذي من شأنه تقريب مدارس الشرطة من الأقطاب الحضرية الكبرى، والرفع من مستوى التكوين الأمني، تم إحداث مجموعة من مدارس الشرطة بعدد من المدن المغربية وهذه المدارس تابعة للمعهد الملكي للشرطة، وفيما يلي قائمة مدارس الشرطة في المغرب:
- مدرسة الشرطة ببوقنادل
- مدرسة الشرطة بالفوارات
- مدرسة الشرطة بإفران
- مدرسة الشرطة بوجدة
- مدرسة الشرطة بفاس
- مدرسة الشرطة بالعيون
- مدرسة الشرطة بطنجة